# Elwes-Schneeglöckchen
Das Elwes-Schneeglöckchen (Galanthus elwesii), auch Großblütiges Schneeglöckchen, Riesenschneeglöckchen oder Türkisches Schneeglöckchen genannt, ist eine Pflanzenart aus der Gattung der Schneeglöckchen (Galanthus) in der Familie der Amaryllisgewächse (Amaryllidaceae).

## Merkmale
Das Elwes-Schneeglöckchen ist eine ausdauernde krautige Pflanze, die Wuchshöhen von 9 bis 18 Zentimeter erreicht. Dieser Geophyt bildet eine Zwiebel als Überdauerungsorgan aus. Die Laubblätter sind vor der Entfaltung zusammengerollt; ab der Blütezeit sind sie aufrecht und messen (4,8) 5,5 bis 25 (28) × (0,6) 2 bis 3,1 (3,5) Zentimeter. Sie sind linealisch bis schmal verkehrtlanzettlich und haben oft Spitzen in Form einer Kapuze. Die äußeren Blütenhüllblätter sind breit eiförmig bis fast rund und messen 1,8 bis 2,3 (2,6) × 1 bis 1,5 (1,7) Zentimeter. Die inneren Blütenhüllblätter sind keilförmig, 1,1 Zentimeter lang und 0,6 Zentimeter breit, vorne ausgerandet, weiß, mit grünem, U-förmigem Fleck und meist grüner Basis.
Die Blütezeit reicht von Februar bis Mai.
Die Chromosomenzahl beträgt 2n = 24 oder 48.

## Vorkommen

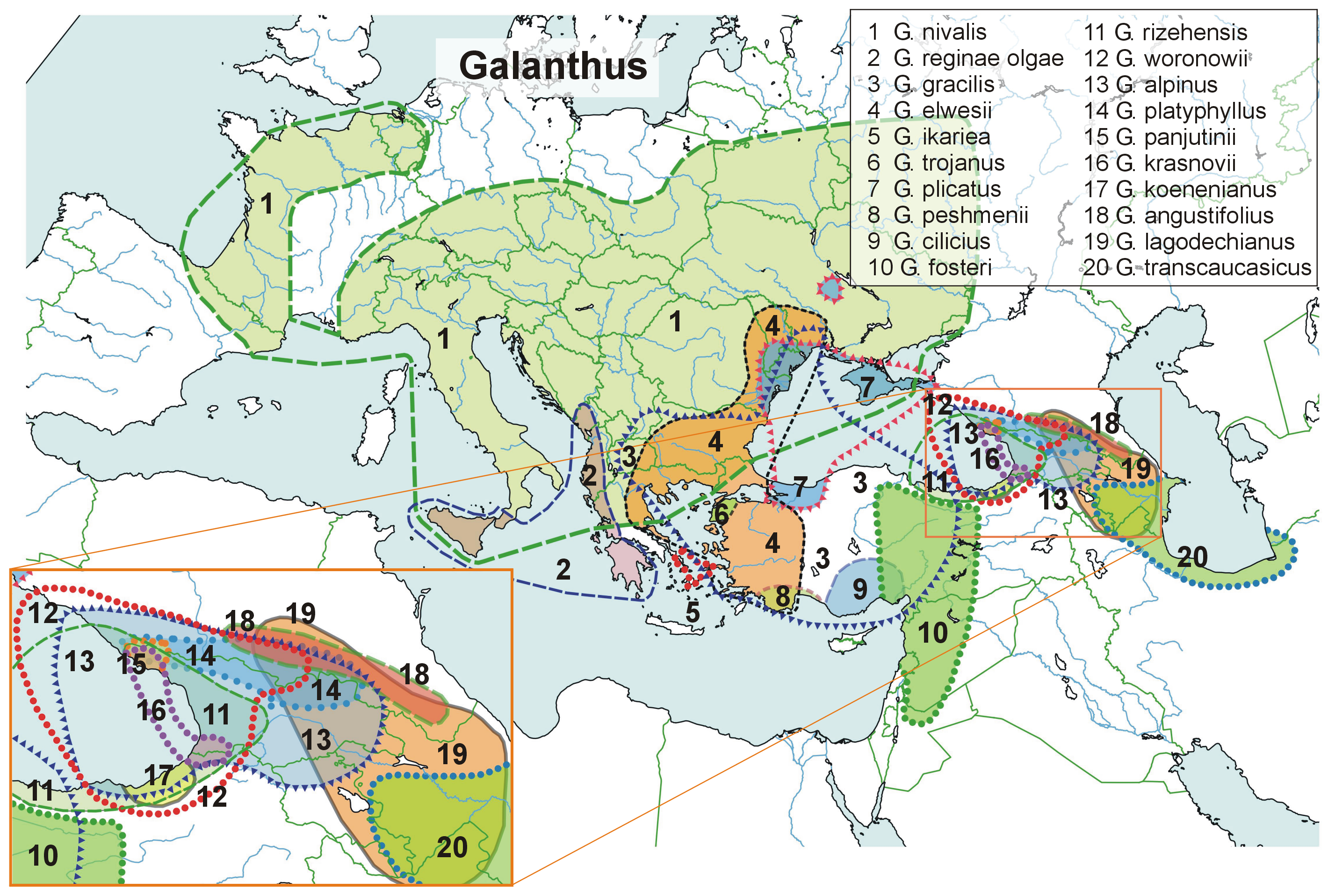
Verbreitungskarte von 19 Schneeglöckchenarten (Galanthus) in Europa und Vorderasien. (Versuch einer Darstellung gemäß der natürlichen Verbreitung; Quelle: Wikipedia-Seiten en, de, ru, fr)

Das Elwes-Schneeglöckchen kommt in der Süd- und West-Türkei, in Nordost-Griechenland, in Bulgarien, in Ost-Serbien und im Südwesten der Ukraine in Eichen-, Buchen- und Kiefernwäldern, auf Lichtungen und Weiden sowie zwischen Felsen in Höhenlagen von (100) 800 bis 1600 Meter vor. In Deutschland ist es lokal verwildert, durch Entweichen aus Kultur oder durch Ansalbung.

## Systematik und Forschungsgeschichte
Diese Art wurde zuerst 1854 entdeckt von Benedict Balansa (1825–1891), einem französischen Forschungsreisenden und Botaniker; dann ein zweites Mal 1874 von Henry John Elwes (1846–1922), einem englischen Gärtner, Pflanzensammler und Sportler in den Bergen bei Izmir. Nach Elwes ist sie auch benannt. Er brachte sie in seinen Garten und Joseph Dalton Hooker beschrieb sie 1875 als neue Art.
Synonyme für Galanthus elwesii Hook. f. sind Galanthus graecus Orph. ex Boiss., Galanthus maximus Velen. und Galanthus caucasicus hort. non (Baker) Grossh.

## Nutzung

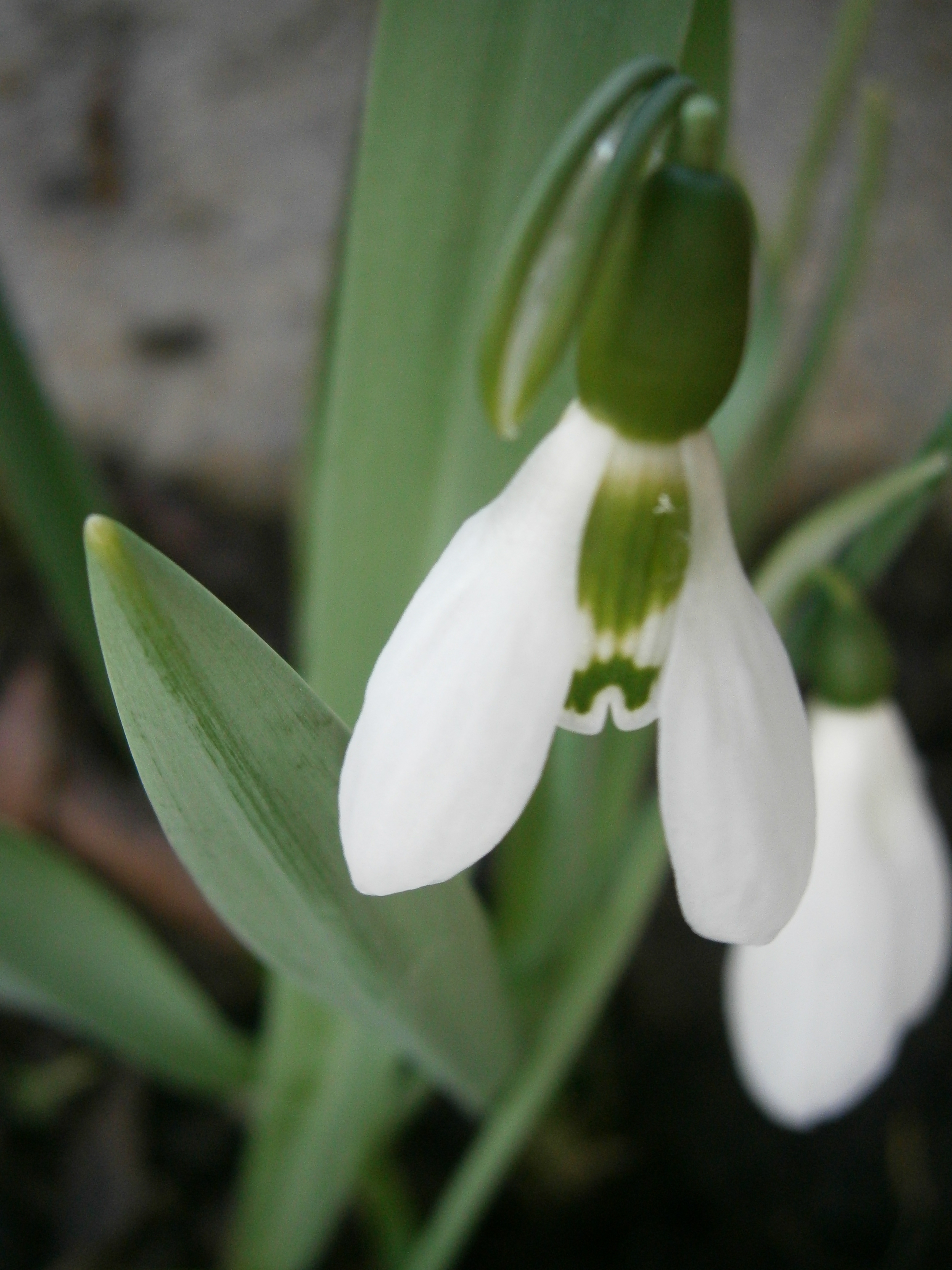
Blüte vom Elwes-Schneeglöckchen mit der charakteristischen Zeichnung

Das Elwes-Schneeglöckchen wird zerstreut als Zierpflanze in Rabatten und Steingärten genutzt. Diese Art ist seit ungefähr 1890 in Kultur. Es gibt zahlreiche Sorten, die unterschiedliche Blütezeiten haben und auch gefüllt sein können.

### Belege
1. ↑  Walter Erhardt, Erich Götz, Nils Bödeker, Siegmund Seybold: Der große Zander. Enzyklopädie der Pflanzennamen. Band 2. Arten und Sorten. Eugen Ulmer, Stuttgart (Hohenheim) 2008, ISBN 978-3-8001-5406-7, S. 1426.
2. ↑  https://www.galanthomanie.de/galanthus_wildarten.html
3. 1 2  Frederick Claude Stern: Snowdrops and snowflakes, London, Royal Horticultural Society, 1956, S. 58–61, OCLC 639997606
4. ↑  tropicos.org
5. ↑  Corinne Buch, Armin Jagel: Galanthus nivalis, G. elwesii und G. woronowii - Schneeglöckchen im Garten (Amaryllidaceae). Jahrbuch des Bochumer Botanischen Vereins. Bd. 9, 2018, S. 212–221 (PDF 6,8 MB)
6. ↑  D. A. Webb: Galanthus L. In: T. G. Tutin et al.: Flora Europaea, 5, S. 77–78, Cambridge 1980
7. ↑  Walter Erhardt, E. Götz, N. Bödeker, S. Seybold: Der große Zander. Enzyklopädie der Pflanzennamen, Band 2, Eugen Ulmer, Stuttgart 2008. ISBN 978-3-8001-5406-7